# Laurent Jacobelli
Pour les articles homonymes, voir Jacobelli.
Laurent Jacobelli, né le 13 octobre 1969 à Thiais (Val-de-Marne), est un directeur audiovisuel et homme politique français.
Après avoir été membre de Debout la France de 2014 à 2017, il rejoint le Rassemblement national. Nommé porte-parole de ce parti, il devient conseiller régional de Grand Est en 2021 et élu député de la huitième circonscription de la Moselle en 2022 et en 2024.

## Vie privée et carrière

### Naissance et formation
Laurent Raymond Honoré Jacobelli naît le 13 octobre 1969 à Thiais,. Il est diplômé de l'École supérieure des sciences économiques et commerciales (ESSEC) en 1992 et de l’École supérieure de commerce de Paris (ESCP) en 1993[réf. souhaitée].

### Télévision
Laurent Jacobelli est contrôleur de gestion à TF1 de 1994 à 1998. Il devient ensuite directeur administratif et financier chez Coyote puis FremantleMedia, des sociétés de production du paysage audiovisuel français. Il est directeur des programmes de TV5 Monde de 2005 à 2008, il fonde sa propre société de production télévisuelle, Sunny Prod. En 2009, il devient secrétaire général de Zodiak Kids. Il est remplacé en 2013 par Ambroise Delorme, en provenance du groupe TF1.

## Parcours politique

### À Debout la France
Laurent Jacobelli rejoint le parti de Nicolas Dupont-Aignan en 2014. L’année suivante, il se présente aux élections régionales en Alsace-Champagne-Ardenne-Lorraine : tête de liste régionale pour Debout la France (DLF), il arrive en cinquième position avec 4,8 % des suffrages exprimés, ce qui ne lui permet pas de se maintenir au second tour. Il est directeur de campagne de Nicolas Dupont-Aignan pour l'élection présidentielle de 2017 et gère les déplacements, la presse et l’agenda du candidat.

### Au Rassemblement national
Le 19 mai 2017, deux semaines après le second tour de l’élection présidentielle, il quitte Debout la France. Aux élections législatives du mois qui suit, il est candidat du Front national (FN) dans la dixième circonscription des Bouches-du-Rhône : il obtient 21,88 % au premier tour et 41,73 % au second face à François-Michel Lambert. En novembre 2017, il est nommé à la tête de la communication du parti, puis en devient l’un des porte-parole en 2019.
En 2019, il accède à la présidence de la fédération RN (ex-FN) des Bouches-du-Rhône. Aux élections municipales de 2020, il conduit une liste à Allauch qui arrive en troisième et dernière position du second tour, avec 15,91 % des suffrages exprimés. Aux élections sénatoriales de 2020 dans les Bouches-du-Rhône, il est troisième sur la liste RN conduite par Stéphane Ravier.
En vue des élections régionales de 2021, il retourne dans le Grand Est (ex-Alsace-Champagne-Ardenne-Lorraine), où il se présente cette fois comme tête de liste régionale pour le RN. Sa liste arrive en deuxième position du second tour, avec 26,30 % des suffrages exprimés, un score en net recul par rapport à celui obtenu par le parti en 2015, alors que la région était jugée gagnable par son parti,.

#### Député de la Moselle
Suppléé par Fabien Engelmann, le maire RN de Hayange, Laurent Jacobelli se présente aux élections législatives de 2022 dans la huitième circonscription de la Moselle où il arrive en tête du premier tour avec 35,18 % des suffrages exprimés avant de l'emporter au second avec 52,43 % des suffrages exprimés face à la candidate de La France insoumise Céline Léger. Cependant, dans un contexte de forte abstention (64,99 %), seuls 16,64 % des inscrits lui ont accordé leur voix, ce qui en fait le député le moins bien élu de France métropolitaine lors de ces élections,. Il a pour assistant parlementaire Bastien Holingue, ancien responsable de Génération identitaire Normandie. Il est nommé par la suite vice-président du groupe RN.
En octobre 2023, il alerte le ministre de l'Intérieur Gérald Darmanin sur ce qu'il appelle « l’impunité des mouvements antifas ». Le ministre indique alors que le mouvement ou groupement de fait Défense collective fait partie de la mouvance d'extrême-gauche. Selon le ministre, la venue du président du Rassemblement national Jordan Bardella en septembre 2022 à Bruz avait été perturbée par 200 manifestants d'extrême-gauche, parmi lesquels des membres de Defco se trouvaient potentiellement.

#### Élections européennes
En mai 2024 il est nommé porte-parole de Jordan Bardella, tête de liste du Rassemblement national aux élections européennes.

## Affaire judiciaire
Le 13 octobre 2023, il est l'auteur de propos polémiques, qualifiées de racistes, à l'encontre du député Renaissance, Belkhir Belhaddad : en référence au fait que ce dernier a déposé des fleurs en compagnie de Charlotte Leduc, qu'il considère complaisante envers le Hamas, dans le contexte de la guerre déclarée quelques jours plus tôt, il lui demande « Il va bien le Hamas ? » puis, quand ce dernier lui répond, Laurent Jacobelli réplique « Joue pas ta racaille ». Le jour même, le député RN reconnaît avoir eu une « réaction maladroite » ; de son côté, Belkhir Belhaddad porte plainte,.
Laurent Jacobelli est mis en examen pour « injures et diffamation envers un membre du Parlement » le 8 avril 2024.